# Reinhard Bernbeck
Reinhard Bernbeck (* 7. Juni 1958 in Friedberg) ist ein deutscher Vorderasiatischer Archäologe. Seit 2009 ist er Professor am Institut für Vorderasiatische Archäologie der Freien Universität Berlin. Zu seinen Forschungsschwerpunkten zählen unter anderem das Neolithikum Vorderasiens, die Archäologie des Iran, Imperialismus, soziale Ungleichheit in frühen komplexen Gesellschaften sowie die politische Dimension in der heutigen Archäologie.

## Leben

### Studium und akademische Lehrtätigkeit
Bernbeck lebte als Jugendlicher einige Jahre in Afghanistan. Nach dem Abitur verbrachte er ein Jahr im Iran. Später studierte er an der Université Paris 1 Panthéon-Sorbonne und erhielt dort 1980 ein Diplôme d’études universitaires générales (D.E.U.G.) in Kunstgeschichte und Archäologie. Er setzte nun sein Studium an der Freien Universität Berlin fort und erhielt dort 1987 einen Magister Artium in Vorderasiatischer Altertumskunde, Altorientalistik und Ethnologie. Von 1988 bis 1989 absolvierte er im Zuge eines Stipendiums des Deutschen Akademischen Austauschdienstes ein Studienjahr am Museum of Anthropology der University of Michigan in Ann Arbor. 1991 erfolgte seine Promotion in Vorderasiatischer Altertumskunde an der Freien Universität Berlin. Anschließend war Bernbeck an der Universität von 1992 bis 1996 Wissenschaftlicher Mitarbeiter am Seminar für Vorderasiatische Altertumskunde. Des Weiteren besuchte er von 1995 bis 1996 als Feodor-Lynen-Stipendiat der Alexander-von-Humboldt-Stiftung das Department of Anthropology der Binghamton University und fungierte im Frühjahr 1996 als Lecturer am Ithaca College. Von 1996 bis 1998 war er Assistant Professor am Department of Classical and Near Eastern Archaeology des Bryn Mawr College in Pennsylvania. 1997 erfolgte seine Habilitation in Vorderasiatischer Altertumskunde an der Freien Universität Berlin. Seit Januar 1999 ist er Professor Department of Anthropology der Binghamton University. In dieser Funktion ist er seit Mai 2009 beurlaubt. Seit 2009 ist er Professor für Vorderasiatische Archäologie an der Freien Universität Berlin.
Mitte Juni 2024 forderte Bernbeck mit mehreren tausend weiteren Professoren und Dozenten den Rücktritt der Bildungs- und Forschungsministerin Bettina Stark-Watzinger aufgrund ihrer Erwägungen zur Kürzung von Forschungsmitteln für Hochschulangehörige, die sich wie Bernbeck gegen die Räumung eines propalästinensischen Protestcamps ausgesprochen hatten.

### Archäologische Feldforschung
Bernbeck nahm erstmals während seines Studiums in Frankreich an Ausgrabungen teil. So war er 1979 Ausgrabungsmitglied in Étiolles unter der Leitung von Yvette Taborin sowie in Cuiry-lès-Chaudardes unter der Leitung von Jean-Paul Demoule. Die in Frankreich gesammelten Erfahrungen wirkten sich prägend auf Bernbecks archäologische Theorie und die Interpretation seiner Funde aus. Von 1981 bis 1983 sowie erneut von 1986 bis 1987 nahm er an Grabungen unter der Leitung von Hartmut Kühne in Tell Schech Hamad teil. 1989 beteiligte er sich an einem von der University of Michigan Museum Great Lakes Division durchgeführten Survey am Südufer des Lake Superior in Michigan. 1993 beteiligte er sich an Ausgrabungen in der spätchalkolithischen Siedlung Hacınebi in der Türkei unter der Leitung von Gil Stein.
Bernbeck selbst war 1992 einer der Leiter der Ausgrabungen im jordanischen Abu Snesleh sowie des Surveys in dessen Umgebung. In der Folgezeit arbeitete er regelmäßig mit Susan Pollock zusammen und leitete mit dieser verschiedene Ausgrabungen, etwa von 1996 bis 1998 in Kazane sowie von 1998 bis 2001 in Fıstıklı Höyük, beide in der Südost-Türkei. 2003 leitete er zusammen mit Susan Pollock und Kamyar Abdi Ausgrabungen in Toll-e Bashi in der iranischen Provinz Fars. 2005 leitete er dort zusammen mit Hassan Fazeli Nashli und Susan Pollock erneut Ausgrabungen, diesmal in Rahmatabad. Seit 2010 führt Susan Pollock mit ihm eine Grabung im Monjukli Depe, Süd-Turkmenistan durch.

## Veröffentlichungen (Auswahl)
- Die neolithische Keramik aus Qale Rostam, Bakhtiyari-Gebiet (Iran). Klassifikation, Produktionsanalyse und Datierungspotential (= Altertumswissenschaften. 9–10). 2 Bände (Textteil. Katalog). Schäuble, Rheinfelden u. a. 1989, ISBN 3-87718-679-3 (Bd. 1), ISBN 3-87718-680-7 (Bd. 2).
- Steppe als Kulturlandschaft. Das 'Ağīğ-Gebiet Ostsyriens vom Neolithikum bis zur Islamischen Zeit (= Berliner Beiträge zum Vorderen Orient. Ausgrabungen. 1). Dietrich Reimer, Berlin 1993, ISBN 3-496-02511-5.
- Die Auflösung der Häuslichen Produktionsweise. Das Beispiel Mesopotamiens (= Berliner Beiträge zum vorderen Orient. 14). Dietrich Reimer, Berlin 1994, ISBN 3-496-02525-5 (Zugleich: Berlin, Freie Universität, Dissertation, 1991).
- als Herausgeber mit Christina Förch und Robin Schneider: International Refugee Documentation Network. A Resource Handbook. Edition Parabolis, Berlin 1994 ff. (Loseblattausgabe).
- als Herausgeber mit Karin Bartl und Marlies Heinz: Zwischen Euphrat und Indus. Aktuelle Forschungsprobleme in der vorderasiatischen Archäologie. Georg Olms, Hildesheim u. a. 1995, ISBN 3-487-10043-6.
- als Herausgeber mit Johannes Müller: Prestige – Prestigegüter – Sozialstrukturen. Beispiele aus dem europäischen und vorderasiatischen Neolithikum (= Archäologische Berichte. 6). Holos, Bonn 1996, ISBN 3-86097-140-9, (online).
- Theorien in der Archäologie (= UTB. 1964). Francke, Tübingen u. a. 1997, ISBN 3-8252-1964-X.
- als Herausgeber mit Hartmut Kühne und Karin Bartl: Fluchtpunkt Uruk. Archäologische Einheit aus methodischer Vielfalt. Schriften für Hans Jörg Nissen (= Internationale Archäologie. Studia honoraria. 6). Marie Leidorf, Rahden 1999, ISBN 3-89646-386-1.
- als Herausgeber mit Susan Pollock: Archaeologies of the Middle East. Critical Perspectives (= Blackwell Studies in Global Archaeology. 4). Blackwell, Malden MA u. a. 2005, ISBN 0-631-23000-9.
- mit Maria Theresia Starzmann und Susan Pollock: Imperial Inspections: Archaeology, War and Violence. In: Archaeologies. Bd. 4, Nr. 3, 2008, ISSN 1555-8622, S. 353–355, doi:10.1007/s11759-008-9088-2.
- als Herausgeber mit Randall H. McGuire: Ideologies in Archaeology. University of Arizona Press, Tucson AZ 2011, ISBN 978-0-8165-2673-4.
- als Herausgeber mit Ruth M. Van Dyke: Subjects and Narratives in Archaeology. University Press of Colorado, Boulder CO 2015, ISBN 978-1-60732-387-7.
- Materielle Spuren des nationalsozialistischen Terrors. Zu einer Archäologie der Zeitgeschichte. Transcript, Bielefeld 2017, ISBN 978-3-8376-3967-4.